# Episodi di My Hero Academia (seconda stagione)
La seconda stagione dell'anime My Hero Academia comprende gli episodi dal 14 al 38, per un totale di 25 episodi, e una puntata riassuntiva della prima stagione enumerata come 13.5. La storia sviluppa l'arco narrativo del festival sportivo organizzato dalla Yuuei dopo l'assalto dei Nomu, per poi incentrarsi sul periodo di apprendistato dei giovani eroi interrotto dall'attentato di Stain l'elimina-eroi.
Annunciata al termine della prima, la seconda stagione è stata trasmessa in Giappone dal 25 marzo al 30 settembre 2017 su NTV e ytv. In Italia è stata pubblicata in simulcast su VVVVID con sottotitoli italiani ed è stata trasmessa con doppiaggio italiano su Italia 2 dal 29 ottobre 2018 al 7 gennaio 2019 saltando l'episodio riassuntivo 13.5.
Nell'edizione originale, la prima metà della stagione (dall'episodio 14 al 26) adopera la sigla di apertura Peace Sign (ピースサイン?, Pīsu sain, lett. "Segno di pace") di Kenshi Yonezu e la sigla di chiusura Dakara, hitori ja nai (だから、ひとりじゃない? lett. "Ecco perché non sono sola") delle LittleGleeMonster (usata anche nell'episodio 13.5). La seconda metà della stagione (dall'episodio 27 al 38) invece utilizza la sigla di apertura Sora ni utaeba (空に歌えば? lett. "Cantando al cielo") degli Amazarashi e la sigla di chiusura Datte atashi no hero. (だってアタシのヒーロー。?, Datte atashi no hīrō., lett. "Perché sei il mio eroe") di LiSA.

## Lista episodi
| Nº serie | Nº | Titolo italiano Giapponese 「Kanji」 - Rōmaji | In onda           | In onda          |
| Nº serie | Nº | Titolo italiano Giapponese 「Kanji」 - Rōmaji | Giapponese        | Italiano         |
| 13.5     | 0  | Appunti sugli eroi 「ヒーローノート」 - Hīrō Nōto | 25 marzo 2017     | –                |
| 13.5     | 0  | Episodio che riassume gli eventi narrati nella prima stagione. |                   |                  |
| 14       | 1  | Proprio così, Ochaco! 「そういうことね お茶子さん」 - Sō iu koto ne Ochako-san | 1º aprile 2017    | 29 ottobre 2018  |
| 14       | 1  | Nonostante sia ancora in corso il ritorno alla normalità in seguito all'incidente causato dai Villain, la scuola sta organizzando il tradizionale festival sportivo, che serve per gli studenti come opportunità per mostrare le proprie unicità agli eroi professionisti in cerca di assistenti. È in quest'occasione che All Might rivela a Izuku che i suoi poteri si stanno indebolendo e che il festival sarà l'occasione per lui di mostrare al mondo quale sia il suo vero valore. |                   |                  |
| 15       | 2  | Il ruggente festival sportivo! 「うなれ体育祭」 - Unare taiikusai | 8 aprile 2017     | 29 ottobre 2018  |
| 15       | 2  | Todoroki esprime ad Izuku la propria intenzione di sconfiggerlo e aggiunge che gli mostrerà il suo vero potere. Con l'inizio del festival sportivo, gli studenti di tutte e quattro le divisioni della scuola — eroi, studi generali, affari e corsi di supporto — partecipano ad una corsa ad ostacoli. |                   |                  |
| 16       | 3  | Siete tutti unici a modo vostro 「みんな個性的でいいね」 - Minna kosei-teki de ii ne | 15 aprile 2017    | 5 novembre 2018  |
| 16       | 3  | Durante la corsa, Todoroki senza alcuno sforzo supera ogni ostacolo con Bakugo al suo inseguimento. Giunto all'ultimo ostacolo, Izuku usa il suo ingegno per passare oltre entrambi gli sfidanti e vince la gara. Tuttavia, la sua vittoria ha vita breve quando viene a sapere che essere al primo posto lo ha reso il bersaglio numero uno della prossima competizione. |                   |                  |
| 17       | 4  | Strategia, strategia, strategia 「策策策」 - Saku saku saku | 22 aprile 2017    | 5 novembre 2018  |
| 17       | 4  | Nella gara successiva, la lotta sulle spalle, Izuku fa squadra insieme ad Ochaco, Tokoyami e alla studentessa del corso di supporto Mei. Essendo il gruppo che possiede il maggior numero di punti, riescono a malapena a difendersi dagli attacchi degli altri gruppi, mentre gli studenti della classe B accumulano vantaggio ottenendo tanti punti per sé. |                   |                  |
| 18       | 5  | La conclusione della lotta sulle spalle 「騎馬戦決着」 - Kibasen ketchaku | 29 aprile 2017    | 12 novembre 2018 |
| 18       | 5  | Non appena la lotta sulle spalle sta per giungere al termine, la squadra di Izuku ha un acceso confronto con il gruppo capitanato da Todoroki e nonostante perdano il primo posto per questo, il loro lavoro di squadra garantisce l'accesso alla fase successiva del festival. |                   |                  |
| 19       | 6  | Il ragazzo nato con ogni dono 「全てを持って生まれた男の子」 - Subete o motte umareta otoko no ko | 6 maggio 2017     | 12 novembre 2018 |
| 19       | 6  | I sedici studenti rimasti avanzano alla gara finale, consistente di battaglie uno contro uno per stabilire il vincitore unico finale. Prima che i combattimenti inizino, Todoroki ha una conversazione in privato con Izuku, durante la quale gli rivela le ragioni del suo odio nei confronti del proprio padre, il secondo miglior eroe al mondo, Endeavor. |                   |                  |
| 20       | 7  | Vittoria e sconfitta 「勝ち負け」 - Kachimake | 13 maggio 2017    | 19 novembre 2018 |
| 20       | 7  | Nel primo incontro, Izuku viene colpito dall'abilita ipnotica di Hitoshi Shinso, ma riesce a liberarsi all'ultimo momento e a vincere la sfida. Nel frattempo Todoroki mostra il proprio potere travolgente e vince facilmente la battaglia contro Hanta Sero, diventando lo sfidante di Izuku nel suo prossimo incontro. |                   |                  |
| 21       | 8  | Con le proprie forze 「奮え！ チャレンジャー」 - Furue! Charenjā – "Lotta, sfidante!" | 20 maggio 2017    | 19 novembre 2018 |
| 21       | 8  | Il festival sportivo prosegue con altri sei combattimenti. Ibara Shiozaki ottiene la vittoria rapidamente su Denki Kaminari; Mei manipola Iida per poter mostrare le proprie tecnologie alle aziende di supporto, lasciandogli poi la vittoria. Mina sconfigge Aoyama dopo aver scoperto i suoi punti deboli, mentre Yaoyorozu viene sopraffatta dalla velocità di Dark Shadow di Tokoyami e spinta fuori dal ring. Tetsutetsu e Kirishima hanno una sfida in stile rissa picchiaduro, che finisce con un pareggio. Mentre si svolgono tali scontri, Ochaco si prepara all'ardua battaglia che l'attende contro Bakugo. |                   |                  |
| 22       | 9  | Bakugo vs Uraraka 「爆豪VS麗日」 - Bakugō VS Uraraka | 27 maggio 2017    | 26 novembre 2018 |
| 22       | 9  | Ocacho usa svariate strategie per poter battere Bakugo. Tuttavia, nonostante i suoi piani, Bakugo vince dopo che Ochaco cade a terra priva di conoscenza. In seguito, Ochaco ha una conversazione telefonica con il proprio padre, il quale cerca di consolarla, ma senza successo. Nel frattempo, Tetsutetsu e Kirishima hanno una sfida a braccio di ferro per stabilire chi procederà alla fase successiva del festival; Kirishima vince e i due diventano amici. Izuku si prepara per il suo combattimento con Todoroki. |                   |                  |
| 23       | 10 | Todoroki Shoto: le origini 「轟 焦凍：オリジン」 - Todoroki Shōto: Orijin | 3 giugno 2017     | 26 novembre 2018 |
| 23       | 10 | Izuku e Todoroki iniziano il loro scontro. Izuku, in cerca di un sistema per vincere, prova a forzare l'uso del lato sinistro da parte di Todoroki, in modo che entrambi possano scontrarsi alla massima potenza. Mentre si svolge lo scontro, attraverso un flashback viene mostrato maggiormente il passato di Todoroki. Il giovane ricorda sua madre dirgli che non c'è alcun problema nell'utilizzare il proprio lato sinistro perché voleva diventare un eroe. Quindi Izuku combatte con un Todoroki che fa uso di entrambi i propri lati. Cementoss e Midnight cercano di fermare la sfida prima che i due utilizzino i propri attacchi finali, ma senza riuscirci. Izuku finisce fuori dal ring, mentre Todoroki vince l'incontro. |                   |                  |
| 24       | 11 | Combatti, Iida! 「飯田くんファイト」 - Iida-kun faito | 10 giugno 2017    | 3 dicembre 2018  |
| 24       | 11 | In seguito allo scontro, Izuku ha riportato un danno significativo alla propria mano destra: l'infermiera della scuola Recovery Girl si rifiuta di curarlo nuovamente in futuro nel caso in cui il giovane riportasse nuovamente danni simili per il proprio potere. All Might racconta ad Izuku di essere nato senza quirk e di essere stato simile a lui da giovane. Todoroki confrontandosi con Endeavor afferma di essere stato in grado di utilizzare il potere legato al proprio lato sinistro perché non ha smesso di pensare a lui. Nei combattimenti rimanenti del secondo round, Iida e Tokoyami sconfiggono i rispettivi avversari Shiozaki e Ashido mandandoli fuori dal ring, mentre Bakugo vince contro Kirishima con i suoi poteri esplosivi. Iida combatte contro Todoroki, ma rimane congelato a causa dei poteri dell'avversario, impedendogli quindi di proseguire il combattimento. Bakugo si scontra con Tokoyami e, trovato nella luce il punto debole dell'avversario, riesce a vincere. Nel frattempo IIda scopre dalla madre che suo fratello Ingenium è rimasto ferito nell'inseguimento del villain Stain lo stermina-eroi. Stain viene invitato da Kurogiri ad incontrare Shigaraki per poter entrare a far parte della Lega dei Villains.                                           |                   |                  |
| 25       | 12 | Todoroki vs Bakugo 「轟VS爆豪」 - Todoroki VS Bakugō | 17 giugno 2017    | 3 dicembre 2018  |
| 25       | 12 | Todoroki è ancora insicuro sul quando dovrebbe utilizzare i poteri del lato sinistro. Nello scontro finale del festival, Todoroki attacca Bakugo con il ghiaccio, e Bakugo si arrabbia dato che vuole combattere contro entrambi i poteri del suo avversario, altrimenti non avrebbe gioia di vincere. Dopo che Izuku lo incita, Todoroki decide inizialmente di utilizzare il proprio lato sinistro, ma improvvisamente rinuncia quando Bakugo sta per attaccarlo. L'impatto dell'attacco manda Todoroki fuori dal ring e Bakugo viene così dichiarato vincitore. Arrabbiato, Bakugo cerca di proseguire la battaglia, ma Midnight lo ferma. Dopo la battaglia, All Might premia tutti con una medaglia, compreso Bakugo che non accetta la sua vittoria, ma alla cerimonia Iida non è presente, in quanto direttosi all'ospedale per vedere le condizioni del fratello. Dopo che tutti fanno ritorno a casa per riposarsi, Todoroki decide di andare a trovare la madre, che non vede da molti anni, per risolvere i traumi del suo passato. |                   |                  |
| 26       | 13 | Nomi da eroi 「名前をつけてみようの会」 - Namae o tsuketemiyō no kai – "La riunione per la scelta dei nomi" | 24 giugno 2017    | 10 dicembre 2018 |
| 26       | 13 | Il festival sportivo si è concluso e tutti si sono ripresi dalle ferite. Aizawa annuncia che gli studenti devono scegliere il proprio nome da eroi e dato che gli studenti hanno ricevuto molte richieste dagli eroi professionisti, tutti dovranno frequentare uno stage di una settimana presso un'agenzia di eroi. Midnight partecipa per dare la propria opinione sulle richieste dei nomi da eroi degli studenti. Successivamente, tutti gli studenti scelgono un'agenzia per il loro stage. Izuku non è ancora sicuro riguardo a quale agenzia debba scegliere, quando improvvisamente All Might compare annunciandogli che il suo maestro Gran Torino si è mostrato disponibile. Izuku accetta, mentre Iida sceglie un'agenzia presente nell'area in cui suo fratello è stato attaccato. Il giorno seguente, gli studenti iniziano la loro settimana di stage. |                   |                  |
| 27       | 14 | Apprendista di Gran Torino 「怪奇！ グラントリノ現る」 - Kaiki! Guran Torino arawaru – "Assurdo! Appare Gran Torino" | 8 luglio 2017     | 10 dicembre 2018 |
| 27       | 14 | Il programma di tirocinio da eroi inizia e Izuku raggiunge Gran Torino, che però non sembra rivelarsi la persona adatta ad insegnare qualcosa di utile agli occhi del giovane. Tuttavia, dopo avergli mostrato i propri poteri, Gran Torino sprona Izuku ad usare il suo quirk per attaccarlo, testando così le sue capacità. Gli rivela quindi che sta utilizzando l'unicità in maniera troppo avventata e che si limita notevolmente a causa della propria ammirazione provata per All Might. Nel frattempo anche gli altri studenti hanno raggiunto i propri luoghi di tirocinio e Tenya è in cerca dello stermina-eroi Stain. Izuku si allena duramente con Gran Torino e inizia a comprendere l'essenza di One For All. |                   |                  |
| 28       | 15 | Le sfide di Midoriya e Shigaraki 「緑谷と死柄木」 - Midoriya to Shigaraki | 15 luglio 2017    | 17 dicembre 2018 |
| 28       | 15 | Mentre gli altri studenti proseguono con il loro tirocinio, Izuku viene sfidato da Gran Torino a colpirlo entro tre minuti. Il ragazzo perde la sfida, tuttavia il maestro gli fa i complimenti per il netto miglioramento del controllo del One For All rispetto al giorno prima. Successivamente Gran Torino decide di portare Izuku ad Hosu per farlo combattere contro dei villain. Altrove All Might incontra il detective Tsukauchi che lo mette al corrente di ciò che hanno scoperto su Nomu. Nel mentre Stain viene ricevuto da Shigaraki. Il loro incontro va male a causa di un contrasto di ideali tra i due, Stain rifiuta di unirsi alla Lega dei Villain e viene rimandato ad Hosu. Shigaraki infuriato invia ad Hosu dei Nomu in modo da far notare alla popolazione la sua organizzazione. Un Nomu attacca il treno su cui sono presenti anche Izuku e Gran Torino, il vecchio prontamente allontana la creatura per poterla affrontare. Intanto Iida trova Stain e si prepara ad affrontarlo. |                   |                  |
| 29       | 16 | Stain l'elimina-eroi contro gli studenti della Yuuei 「ヒーロー殺しステインVS雄英生徒」 - Hīrō-goroshi Sutein VS Yūei seito | 22 luglio 2017    | 17 dicembre 2018 |
| 29       | 16 | Mentre Izuku va alla ricerca di Gran Torino, quest'ultimo è alle prese con Nomu, il quale tenta di attaccare i civili. In aiuto del vecchio accorre anche Endeavor che si trovava in città con Shoto. Izuku trova alcuni pro heroes combattere contro dei Nomu e ascoltando le parole di Manual capisce che Iida si è allontanato per cercare Stain. Lo sterminaeroi intanto riesce a ferire Iida e a immobilizzarlo grazie al suo quirk, dopodiché lo rimprovera per aver pensato alla sua vendetta piuttosto che soccorrere una delle sue vittime. Stain si prepara quindi a uccidere il ragazzo, ma Izuku interviene in tempo e inizia ad affrontarlo. Ben presto però anche Deku viene immobilizzato dal quirk del killer. A questo punto giunge sulla scena anche Shoto che aveva ricevuto un messaggio dal compagno e si unisce alla battaglia. Qualche minuto dopo Izuku riprende a muoversi e capisce che il tempo dell'immobilità dipende dal gruppo sanguigno di ogni persona. Verso la fine anche Iida inizia a muoversi nuovamente. |                   |                  |
| 30       | 17 | La resa dei conti 「決着」 - Ketchaku | 29 luglio 2017    | 24 dicembre 2018 |
| 30       | 17 | Tenya riprende a muoversi giusto in tempo per salvare Shoto dalla katana di Stain. Quando anche Izuku si riunisce alla battaglia, i tre studenti riescono finalmente ad assestare un potente attacco combinato ai danni del villain mettendolo fuori combattimento. Altrove a Hosu, Endeavour e Gran Torino continuano il loro incontro con uno dei Nomu, l'eroe numero due poi si appresta ad eliminare anche gli altri Nomu in città. Shoto trattiene l'Hero Killer sconfitto usando la corda e Native trasporta un Izuku ferito in strada. Gran Torino li incontra e rimprovera Izuku per aver lasciato il treno. Gli altri eroi arrivano per chiamare un'ambulanza per i feriti e la polizia per arrestare Stain. Tenya intanto vorrebbe scusarsi con i suoi amici, ma un Nomu sopravvissuto li attacca. Sarà Stain ad uccidere la creatura, salvando Izuku nel processo, poi nonostante sia gravemente ferito, Stain afferma che i "falsi" eroi e i patetici criminali nella società devono essere epurati per creare una società più giusta. Il killer si prepara poi ad attaccare i presenti, ma una costola rotta gli perfora un polmone e perde conoscenza. |                   |                  |
| 31       | 18 | Le conseguenze di Stain l'elimina-eroi 「「ヒーロー殺しステイン」その余波」 - Hīrō-goroshi Sutein sono yoha | 5 agosto 2017     | 24 dicembre 2018 |
| 31       | 18 | Iida, Midoriya e Todoroki si trovano ricoverati in ospedale in seguito al combattimento e ricevono una visita del commissario Kenji Tsuragamae, l'ispettore di polizia di Hosu, assieme a Gran Torino e Manual. L'ispettore, in qualità di poliziotto, dovrebbe punire i ragazzi e gli eroi professionisti per aver fatto uso dei loro Quirk senza licenza, ma in veste di difensore della pace li ringrazia per aver fermato un criminale; insieme decidono di nascondere la loro responsabilità dalla vicenda affidandola a Endeavor. Iida resta ferito gravemente al braccio sinistro ma decide di non operarsi e di aspettare di diventare più forte, e Midoriya è d'accordo con lui e farà la stessa cosa con il suo braccio. L'ideologia di Stain, cioè far tornare gli eroi di una volta eliminando quelli attuali, si diffonde su internet e la maggior parte della popolazione inizia a concordare con lui. Nonostante le notizie non parlino dei Nomu, facendo arrabbiare Shigaraki, sempre più persone iniziano a parteggiare per l'Unione dei Villain per via del pensiero di Stain. Gran Torino è preoccupato per un ritorno di All For One e chiede a All Might di parlare seriamente a Midoriya di tutto quello che riguarda il One For All.                                                      |                   |                  |
| 32       | 19 | Stage dei futuri eroi 「それぞれの職場体験」 - Sorezore no shokuba taiken – "L'apprendistato degli altri" | 12 agosto 2017    | 24 dicembre 2018 |
| 32       | 19 | Izuku rimane all'Hosu General Hospital il quinto giorno degli stage. Tenya invece ha deciso di trascorrere del tempo con la sua famiglia. Le ferite di Shoto non erano così gravi, così torna all'agenzia di suo padre. Mentre si allontana, Shoto dice a Izuku che spera di far vergognare suo padre da quando ha aiutato a sconfiggere Stain al posto suo. Dopo che se ne va, Izuku pensa a come se la stiano cavando gli altri studenti. Altrove, Katsuki e Best Jeanist pattugliano le strade, ma il giovane ha idee completamente diverse da quelle del suo insegnante e finisce per essere continuamente rimproverato. Nell'agenzia di Gunhead, l'Eroe della Battaglia insegna a Ochaco le basi di autodifesa. Itsuka e Momo accompagnano Uwabami tra il pubblico mentre è circondata dai suoi fan. Fourth Kind porta Kirishima e Tetsutetsu a ripulire un parco locale, e Deatharms guida Kyoka attraverso una vera missione di salvataggio. Sulla nave Oki Mariner, Tsuyu è la stagista di Selkie e la sua aiutante Sirius. La ranocchia riesce a far catturare alcuni clandestini. Successivamente, Tsuyu dice a Sirius che ha scoperto che cosa è importante per essere un eroe. I criminali vengono tutti arrestati e la guardia costiera ringrazia Tsuyu per il suo coinvolgimento nelle operazioni. |                   |                  |
| 33       | 20 | Un racconto del passato 「知れ！！ 昔の話」 - Shire!! Mukashi no hanashi – "Apprendi! Un racconto del passato" | 19 agosto 2017    | 31 dicembre 2018 |
| 33       | 20 | Dopo un'esercitazione, in cui Midoriya stupisce tutta la classe con le abilità apprese da Gran Torino, All Might chiede al ragazzo un colloquio privato. È giunta l'ora che Midoriya venga a conoscenza dell'origine del One For All: all'avvento dei superpoteri, un signore del crimine acquisì l'abilità di rubare le unicità delle altre persone (chiamata All For One), e le incanalò nei corpi di altre persone che non seppero sostenerle, diventando simili a dei Nomu. Fece la stessa cosa anche con suo fratello minore, che però possedeva già un quirk nascosto; queste due unicità si fusero creando il One For All. Il fratello di All For One non riuscì a sconfiggere quest'ultimo, ma trasferì il One For All ad altri, con la speranza che se un giorno sarebbe diventato sufficientemente forte sarebbe riuscito a sconfiggere All For One. All Might credette di essere riuscito in quest'impresa, ma si è appena accorto che il nemico è ancora vivo, e potrebbe essere solo di Deku il compito di vincerlo in futuro. |                   |                  |
| 34       | 21 | Prepariamoci per gli esami finali 「備えろ期末テスト」 - Sonaero kimatsu tesuto | 2 settembre 2017  | 31 dicembre 2018 |
| 34       | 21 | Con l'aiuto di Yaoyorozu, la maggior parte della classe che è rimasta indietro con lo studio riesce a superare gli esami scritti di fine semestre. La prova pratica non sarà affrontare dei robot come lo scorso anno, ma una sfida tra due studenti e un professore. Questa scelta è stata approvata dagli insegnanti in vista della formazione di coloro che, con molta probabilità, in futuro dovranno affrontare l'Unione dei Villain e Stain l'elimina-eroi. Le associazioni tra gli studenti sono state fatte basandosi sui loro punti deboli comuni, sia quelli fisici che quelli relazionali, e per assicurarsi di non essere in vantaggio, gli studenti avranno la possibilità di fuggire dal campo di gara e i professori indosseranno dei pesi. I primi a sfidarsi sono Kirishima e Sato contro Cementos, ma perdono per mancanza di resistenza. Mentre le altre coppie studiano delle strategie, Midoriya e Ochako assistono alle gare dal monitor. |                   |                  |
| 35       | 22 | Rialzati, Yaoyorozu! 「八百万：ライジング」 - Yaoyorozu: Raijingu | 9 settembre 2017  | 31 dicembre 2018 |
| 35       | 22 | Asui e Tokoyami vincono contro Ectoplasm, Iida e Ojiro vincono contro Power Loader. Yaoyorozu e Todoroki devono scontrarsi con il professor Aizawa. Todoroki inventa subito un piano ma fallisce e viene catturato. Yaoyorozu sentendosi inferiore scappa, ma Todoroki decide di starla a sentire e il suo piano si rivela vincente. |                   |                  |
| 36       | 23 | Giù la maschera 「むけろ一皮」 - Mukero hitokawa | 16 settembre 2017 | 7 gennaio 2019   |
| 36       | 23 | Continuano gli esami pratici per gli studenti della sezione A. Uraraka e Aoyama vincono contro il professor Nr. 13. Kaminari e Ashido perdono contro il preside Nezu. Kota e Jiro vincono contro Present Mic. Hagakure e Shoji vincono contro il professor Snipe. Sero e Mineta vincono contro Midnight. Midoriya, rimasto a guardare fino all'ultimo minuto, si prepara ad affrontare All Might con Bakugo. |                   |                  |
| 37       | 24 | Bakugo Katsuki: le origini 「爆豪勝己：オリジン」 - Bakugō Katsuki: Orijin | 23 settembre 2017 | 7 gennaio 2019   |
| 37       | 24 | Midoriya e Bakugo devono affrontare All Might. All'inizio non riescono a parlarsi; Midoriya è convinto che All Might è troppo forte per loro e che non possono vincerlo, ma Bakugo non vuole starlo a sentire e insiste per andare a fronteggiarlo. Dopo il primo scontro, Midoriya aiuta Bakugo a riprendersi e lo convince a non arrendersi. Secondo il loro nuovo piano, escono allo scoperto, attaccano All Might e fuggono correndo verso l'uscita. All Might però li raggiunge e stana Bakugo; Midoriya invece di fuggire da solo torna indietro per riprendere Bakugo e uscire insieme. All'Unione dei Villain, mentre Shigaraki osserva una fotografia di Midoriya, si presentano due Villain che chiedono di far parte dell'associazione. |                   |                  |
| 38       | 25 | Incontro 「エンカウンター」 - Enkauntā | 30 settembre 2017 | 7 gennaio 2019   |
| 38       | 25 | Il professor Aizawa comunica agli studenti che anche chi non ha superato la prova pratica potrà andare al ritiro nei boschi, ma avrà un allenamento più duro per recuperare l'insufficienza. Il giorno dopo la classe va a fare shopping e Midoriya, rimasto solo, viene avvicinato da Shigaraki. Costui è seccato di rimanere in secondo piano per colpa di Stain, e anche Toga e Dabi, due villain che vorrebbero entrare nell'Unione, non facevano che parlare di lui mentre si presentavano. Midoriya è costretto a rispondere all'interrogativo di Shigaraki per salvarsi la vita: cos'hanno lui e Stain di diverso? Shigaraki non ha un ideale ben preciso, e questa risposta lo soddisfa. Uraraka vede Midoriya in difficoltà e lancia un allarme, ma Shigaraki è già fuggito. All For One inizia così a vedere Shigaraki come suo successore. |                   |                  |

## Home video
La seconda stagione è stata distribuita in DVD e Blu-Ray in Giappone da Toho in otto volumi fra il 19 luglio 2017 ed il 14 febbraio 2018.
| Volume | Episodi | Data di pubblicazione |
| ------ | ------- | --------------------- |
| 1      | 14–17   | 19 luglio 2017        |
| 2      | 18–20   | 9 agosto 2017         |
| 3      | 20–23   | 13 settembre 2017     |
| 4      | 24–26   | 18 ottobre 2017       |
| 5      | 27–29   | 15 novembre 2017      |
| 6      | 30–32   | 13 dicembre 2017      |
| 7      | 33–35   | 17 gennaio 2018       |
| 8      | 36–38   | 14 febbraio 2018      |

In Italia è stata pubblicata da Dynit nei medesimi supporti e in due uscite.
| Volume | Episodi     | Data di pubblicazione |
| ------ | ----------- | --------------------- |
| 1      | 13.5, 14–26 | 27 febbraio 2019      |
| 2      | 27–38       | 26 giugno 2019        |